# Camuflagem em movimento

Princípio da camuflagem em movimento imitando o fluxo óptico do plano de fundo. Um atacante voa em direção a um alvo, escolhendo seu caminho de modo que permaneça em uma linha entre o alvo e um ponto real atrás do atacante; esse caminho difere da perseguição clássica e geralmente é mais curto (como ilustrado aqui). O atacante aumenta de tamanho à medida que se aproxima do alvo, mas não parece se mover.

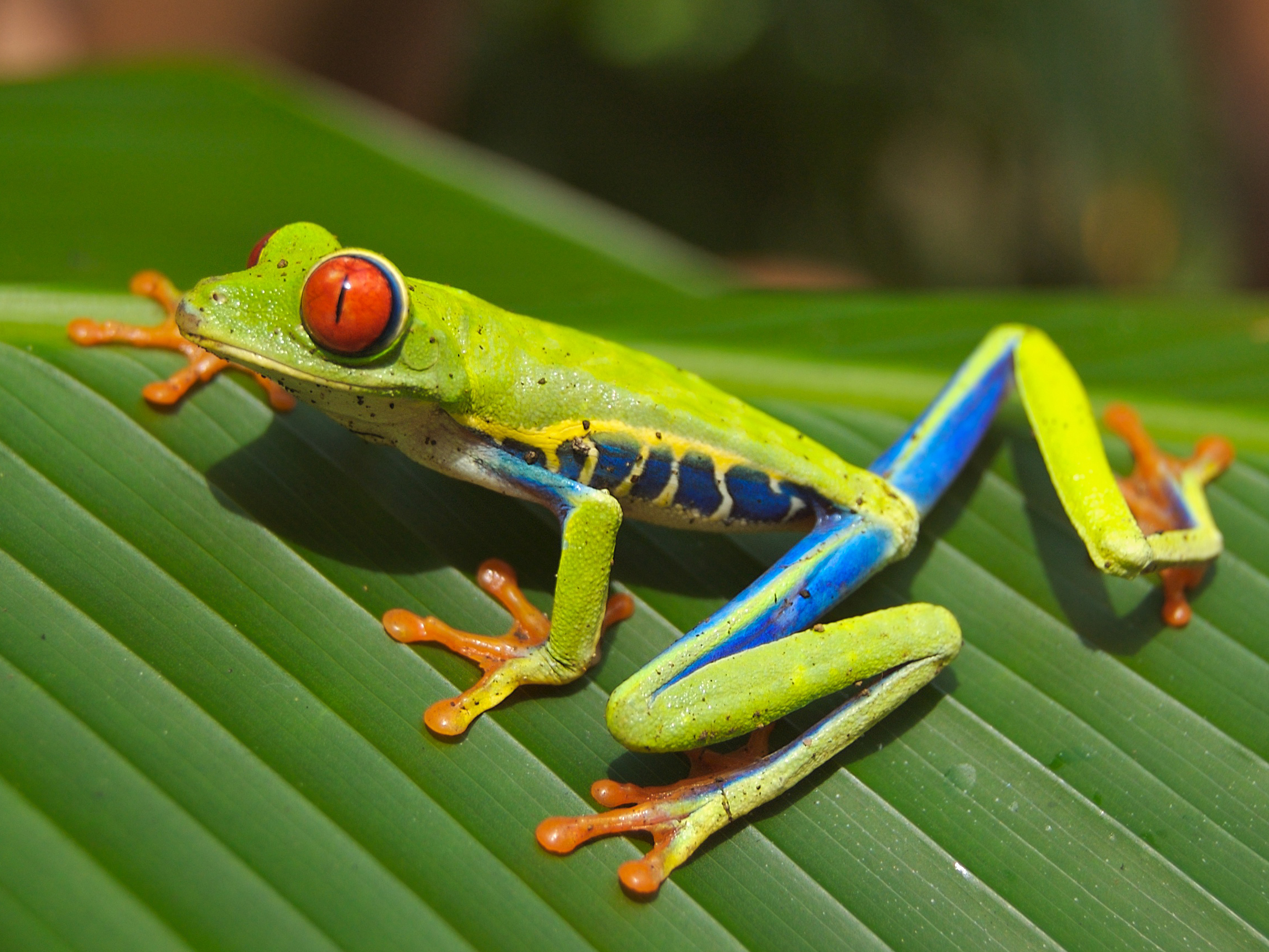
Animais como os sapos são ótimos em detectar movimentos, tornando a camuflagem de movimento uma prioridade para os predadores.

A camuflagem em movimento é uma camuflagem que proporciona um grau de ocultação para um objeto em movimento, uma vez que o movimento facilita a detecção de objetos, por mais que sua coloração corresponda ao fundo ou quebre seus contornos [en].
A principal forma de camuflagem em movimento, e o tipo geralmente entendido pelo termo, envolve a imitação do fluxo óptico do fundo por um atacante, conforme visto pelo alvo. Isso permite que o atacante se aproxime do alvo enquanto parece permanecer parado da perspectiva do alvo, diferentemente da perseguição clássica (em que o atacante se move em linha reta em direção ao alvo o tempo todo e, muitas vezes, parece mover-se lateralmente para o alvo). O atacante escolhe sua trajetória de modo a permanecer na linha entre o alvo e algum ponto de referência. Portanto, o alvo não vê o atacante se mover do ponto de referência. A única evidência visível de que o atacante está se movendo é a sua aproximação, a mudança de tamanho à medida que o atacante se aproxima.
Às vezes, a camuflagem é facilitada pelo movimento, como no dragão-marinho-folhado e em alguns bichos-pau. Esses animais complementam sua camuflagem passiva balançando como plantas ao vento ou às correntes oceânicas, retardando seu reconhecimento pelos predadores.
Descoberta pela primeira vez em sirfídeos em 1995, a camuflagem em movimento por meio da minimização do fluxo óptico foi demonstrada em outra ordem de insetos, as libélulas, bem como em dois grupos de vertebrados, os falcões e os morcegos ecolocalizadores. Como os morcegos que caçam à noite não podem usar a estratégia para camuflagem, ela foi denominada, descrevendo seu mecanismo, como direção constante e absoluta do alvo. Essa é uma estratégia eficiente de localização, e acredita-se que os mísseis superfície-ar poderiam se beneficiar de técnicas semelhantes.

## Camuflagem em movimento de aproximação
Muitos animais são altamente sensíveis ao movimento; os sapos, por exemplo, detectam prontamente pequenos pontos escuros em movimento, mas ignoram os estacionários. Portanto, os sinais de movimento podem ser usados para anular a camuflagem. Os objetos em movimento com padrões de camuflagem disruptivos permanecem mais difíceis de identificar do que os objetos não camuflados, especialmente se outros objetos semelhantes estiverem próximos, mesmo que sejam detectados, de modo que o movimento não “quebra” completamente a camuflagem. Mesmo assim, a conspicuidade do movimento levanta a questão de se e como o próprio movimento poderia ser camuflado. Vários mecanismos são possíveis.

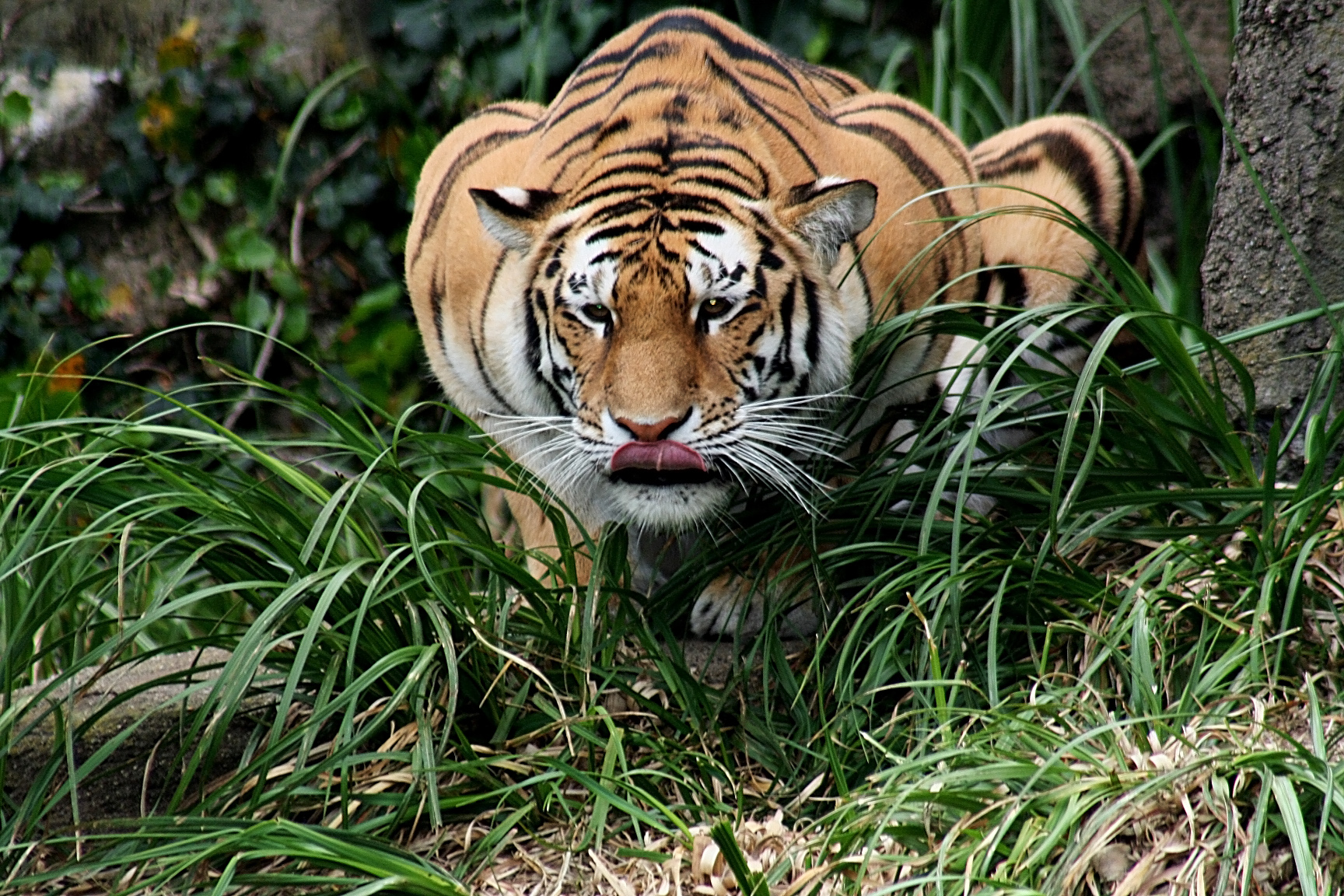
Predadores, como os tigres, perseguem a presa muito lentamente para minimizar os sinais de movimento.

### Movimentos furtivos
Uma estratégia é minimizar o movimento real, como quando predadores, como os tigres, perseguem a presa movendo-se de forma muito lenta e furtiva. Essa estratégia evita efetivamente a necessidade de camuflagem em movimento.

### Minimização do sinal de movimento
Quando o movimento é necessário, uma estratégia é minimizar o sinal de movimento, por exemplo, evitando agitar os membros e escolhendo padrões que não causem reflexos quando vistos pela presa de frente. Os chocos podem fazer isso com sua camuflagem ativa, optando por formar listras em ângulos retos em relação ao eixo frente-costas, minimizando os sinais de movimento que seriam emitidos pela oclusão e exibição do padrão enquanto nadam.

### Perturbação da percepção de movimento
Interromper a percepção do atacante sobre o movimento do alvo era um dos objetivos pretendidos da camuflagem disruptiva usada em navios na Primeira Guerra Mundial, embora sua eficácia seja contestada. Aparentemente, esse tipo de ofuscamento não é usado por animais.

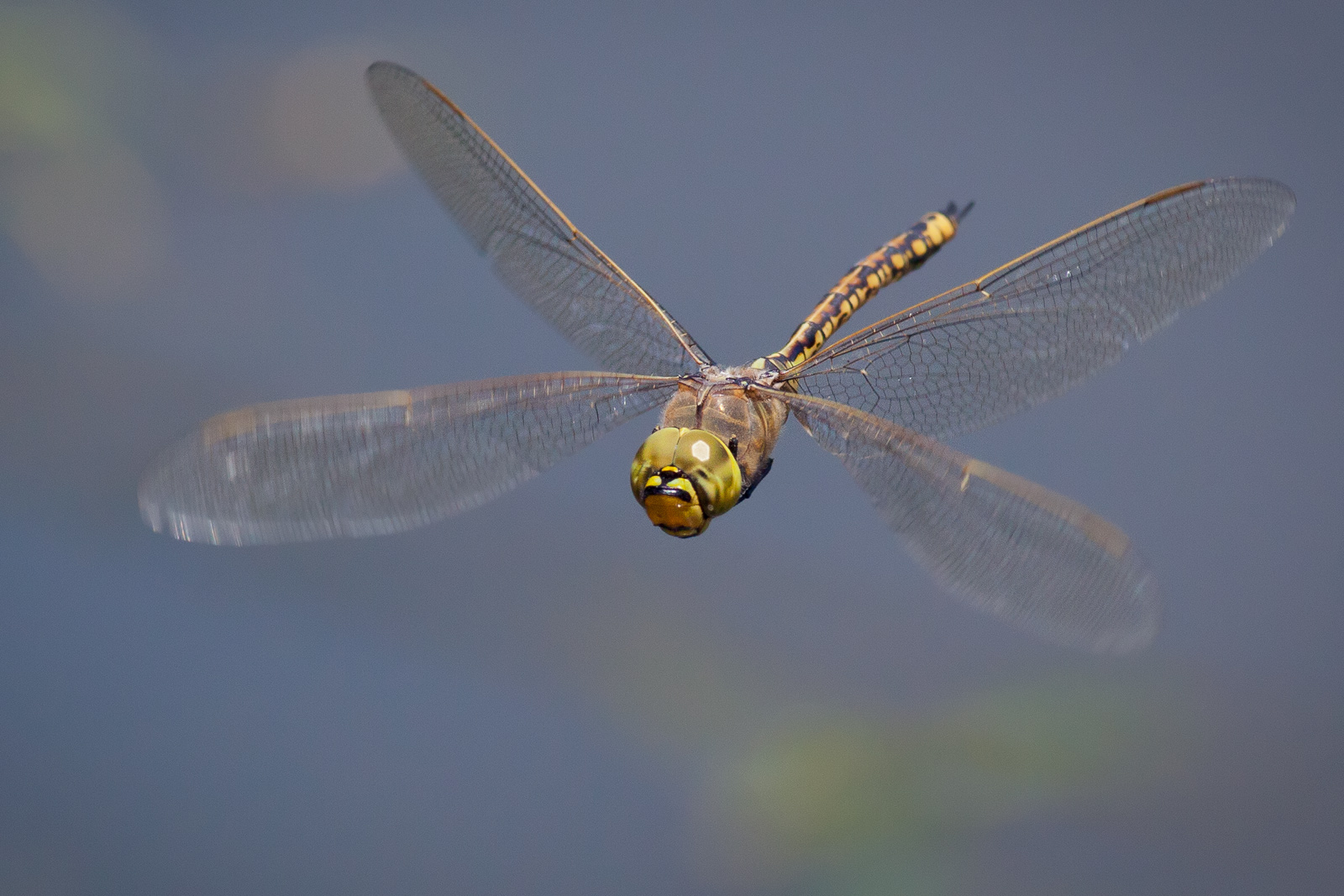
A libélula Anax papuensis imita o fluxo óptico de seu fundo usando camuflagem em movimento de ponto real para permitir que ela se aproxime de seus rivais.

### Imitando o fluxo óptico do plano de fundo
Alguns animais imitam o fluxo óptico do fundo, de modo que o atacante não parece se mover quando visto pelo alvo. Esse é o foco principal por trás da camuflagem em movimento e, muitas vezes, é tratado como sinônimo dele.

#### Estratégias de perseguição
Um invasor pode imitar o fluxo óptico do plano de fundo escolhendo sua trajetória de modo a permanecer na linha entre o alvo e algum ponto de referência real ou um ponto a uma distância infinita (oferecendo diferentes algoritmos de perseguição). Portanto, ele não se afasta do ponto de referência visto pelo alvo, embora inevitavelmente fique maior à medida que se aproxima. Não é o mesmo que se mover diretamente em direção ao alvo (perseguição clássica), que resulta em um movimento lateral visível com uma diferença facilmente detectável no fluxo óptico do fundo. A estratégia funciona independentemente de o fundo ser liso ou texturizado.
Essa estratégia de camuflagem em movimento foi descoberta e modelada como algoritmos em 1995 por M. V. Srinivasan e M. Davey enquanto estudavam o comportamento de acasalamento em sirfídeos. O macho da libélula parecia estar usando a técnica de rastreamento para se aproximar de possíveis parceiras. A camuflagem em movimento foi observada em batalhas territoriais de alta velocidade entre libélulas, onde os machos da libélula Hemianax papuensis foram vistos escolhendo suas trajetórias de voo para parecerem estacionários para seus rivais em 6 de 15 encontros. Eles usaram estratégias de ponto real e de ponto infinito.

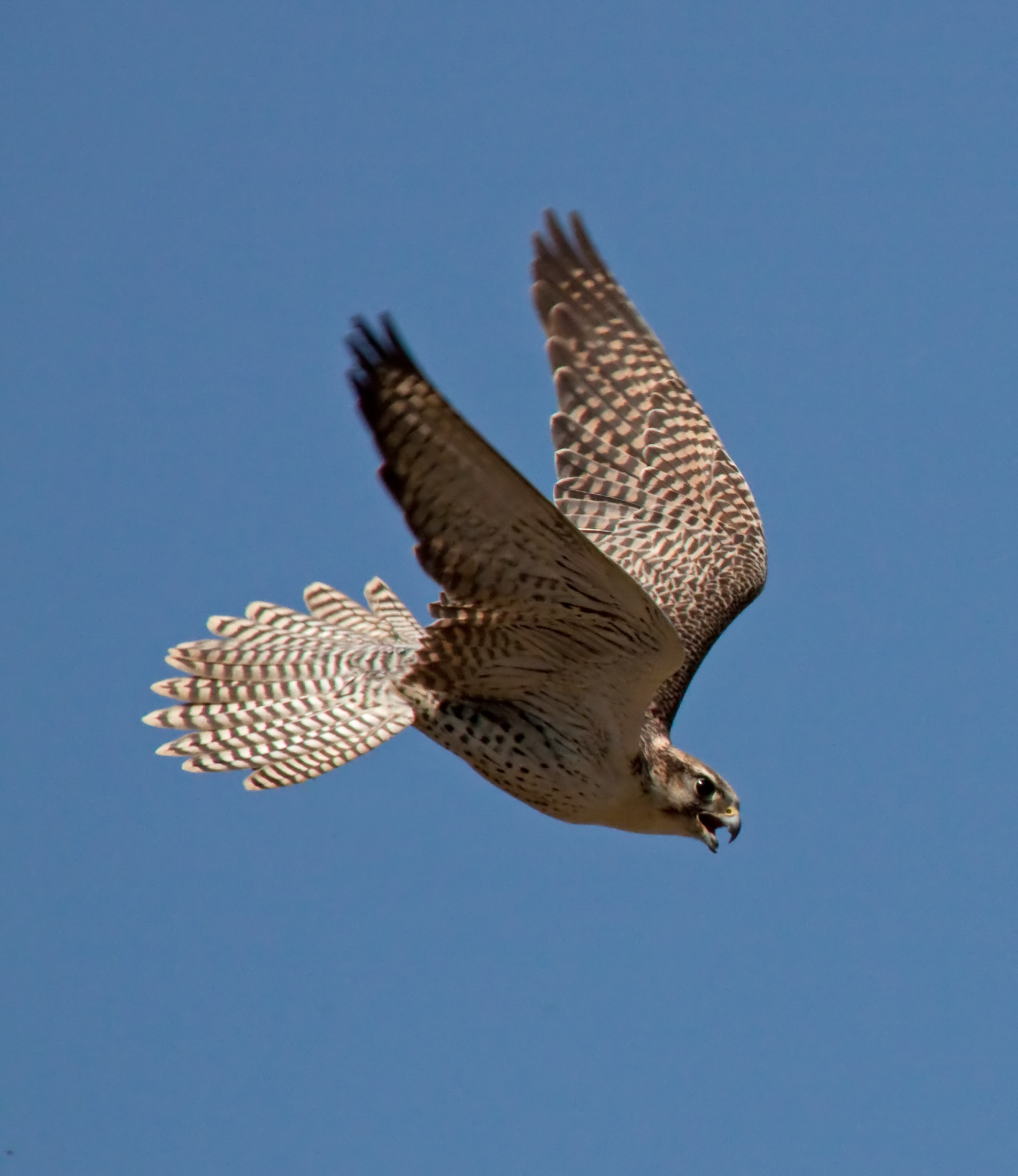
Os falcões usam camuflagem de movimento de ponto infinito para se aproximar de suas presas.

A estratégia parece funcionar igualmente bem em insetos e vertebrados. As simulações mostram que a camuflagem em movimento resulta em um caminho de perseguição mais eficiente do que a perseguição clássica (ou seja, o caminho da camuflagem em movimento é mais curto), quer o alvo voe em linha reta ou escolha um caminho caótico. Além disso, quando a perseguição clássica exige que o atacante voe mais rápido do que o alvo, o atacante com camuflagem em movimento pode, às vezes, capturar o alvo apesar de voar mais lentamente do que ele.
Na navegação, sabe-se há muito tempo que, se o rumo do alvo para o perseguidor permanecer constante, conhecido como constant bearing, decreasing range (CBDR), equivalente a tomar um ponto de referência fixo a uma distância infinita, as duas embarcações estarão em rota de colisão, ambas viajando em linhas retas. Em uma simulação, isso é prontamente observado, pois as linhas entre os dois permanecem paralelas o tempo todo.

Os morcegos caçadores de insetos e alguns mísseis seguem uma trajetória de perseguição de infinitos pontos, mantendo-se paralelos ao alvo ("Navegação paralela"), mais por sua eficiência do que por camuflagem.

Os morcegos ecolocalizadores seguem um caminho de infinitos pontos ao caçar insetos no escuro, não por camuflagem, mas pela eficiência do caminho resultante, de modo que a estratégia é geralmente chamada de CATD (constant absolute target direction); ela é equivalente à CBDR, mas permite que o alvo manobre de forma errática.
Um estudo realizado em 2014 com falcões de diferentes espécies (falcão-gerifalte, falcão-sacre e falcão-peregrino) usou câmeras de vídeo montadas em suas cabeças ou costas para rastrear suas aproximações à presa. A comparação das trajetórias observadas com simulações de diferentes estratégias de perseguição mostrou que essas aves predadoras usaram uma trajetória de camuflagem de movimento consistente com a CATD.
A estratégia de orientação de mísseis de navegação proporcional [en] pura (PPNG) se assemelha muito à estratégia CATD usada pelos morcegos. Os biólogos Andrew Anderson e Peter McOwan sugeriram que os mísseis superfície-ar poderiam explorar a camuflagem de movimento para reduzir suas chances de serem detectados. Eles testaram suas ideias em pessoas jogando um jogo de guerra computadorizado. As leis de direção para obter a camuflagem de movimento foram analisadas matematicamente. Os caminhos resultantes são extremamente eficientes, muitas vezes melhores do que a perseguição clássica. A busca por camuflagem de movimento pode, portanto, ser adotada tanto por predadores quanto por engenheiros de mísseis (como “navegação paralela”, para um algoritmo de ponto infinito) por suas vantagens de desempenho.
| Estratégia                                                             | Descrição | Efeito de camuflagem                                                  | Uso por espécies                                                     |
| ---------------------------------------------------------------------- | --- | --------------------------------------------------------------------- | -------------------------------------------------------------------- |
| Perseguição clássica (orientação de perseguição)                       | Mover-se diretamente em direção à posição atual do alvo o tempo todo (estratégia mais simples)                            | Nenhum, o alvo vê o perseguidor se movendo contra o fundo             | Abelhas, moscas, besouros-tigre                                      |
| Camuflagem de movimento de ponto real                                  | Mova-se em direção ao alvo, mantendo-se sempre entre ele e um ponto próximo ao início da perseguição                      | O perseguidor permanece parado em relação ao fundo (mas parece maior) | Libélulas, sirfídeos                                                 |
| Camuflagem de movimento de ponto infinito (CATD, "Navegação paralela") | Mover-se em direção ao alvo mantendo a linha até o alvo paralela à linha entre o início do perseguidor e o alvo no início | O perseguidor permanece em uma direção constante no céu               | Cães, seres humanos, sirfídeos, peixes teleósteos, morcegos, falcões |

## Camuflagem por movimento

### Balanço: crípse de movimento ou mascaramento
O comportamento de oscilação é praticado por animais altamente crípticos, como o dragão-marinho-folhado, o bicho-pau Extatosoma tiaratum [en] e os louva-a-deus. Esses animais se assemelham à vegetação com sua coloração, contornos corporais surpreendentemente perturbadores com apêndices semelhantes a folhas e a capacidade de balançar efetivamente como as plantas que imitam. O E. tiaratum balança ativamente para frente e para trás ou de um lado para o outro quando é perturbado ou quando há uma rajada de vento, com uma distribuição de frequência semelhante ao farfalhar da folhagem ao vento. Esse comportamento pode representar a cripse de movimento, impedindo a detecção por predadores, ou a mascarada de movimento, promovendo a classificação errônea (como algo que não seja uma presa), ou uma combinação dos dois, e, portanto, também foi descrito como uma forma de camuflagem em movimento.

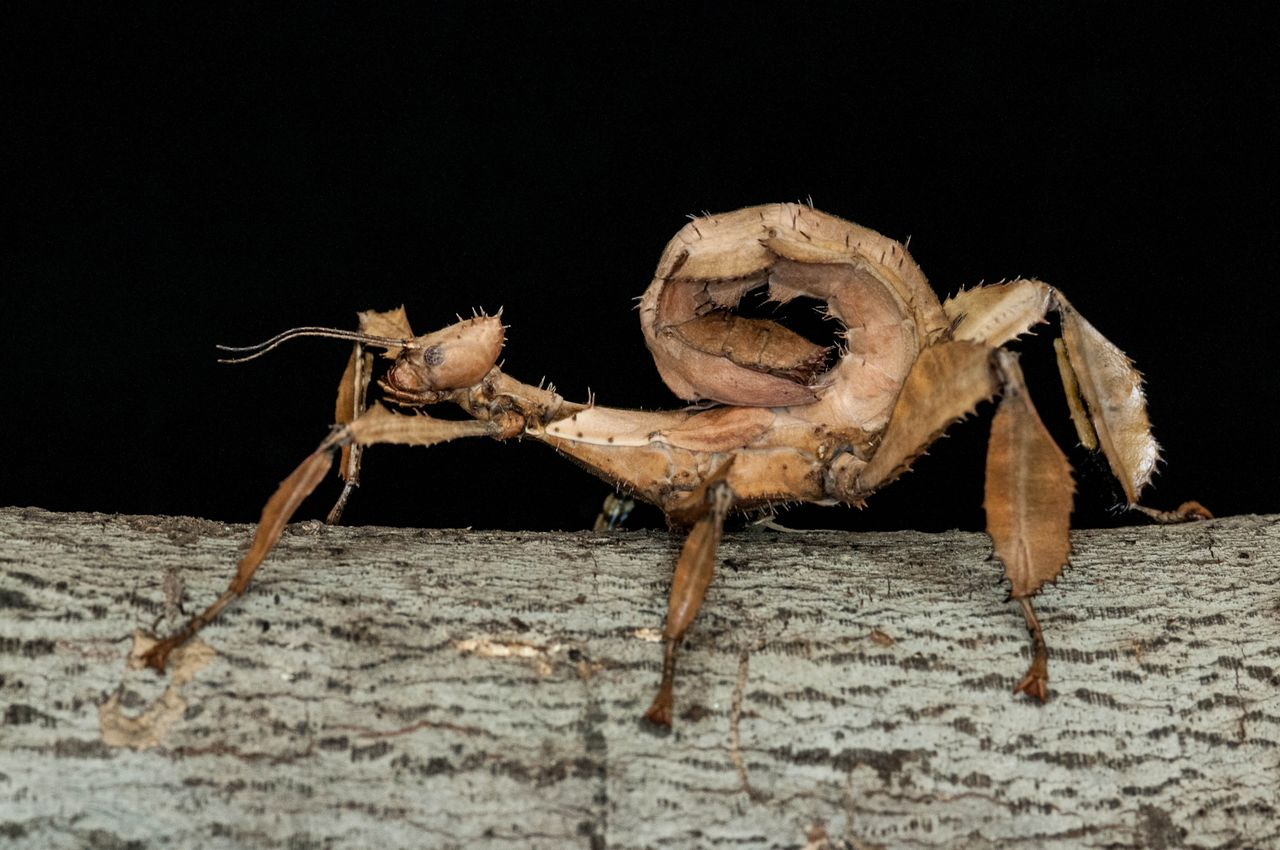
O inseto críptico Extatosoma tiaratum balança ao vento como uma folhagem.
- Louva-a-deus predadores exibindo camuflagem de movimento